# Ерцгаузен
Ерцгаузен (нім. Erzhausen) — громада в Німеччині, знаходиться в землі Гессен. Підпорядковується адміністративному округу Дармштадт. Входить до складу району Дармштадт-Дібург.
Площа — 7,4 км2. Населення становить 7950 ос. (станом на 31 грудня 2020).